# Посольство Кыргызстана в России
Посольство Кыргызской Республики в Российской Федерации — официальная дипломатическая миссия Кыргызстана в России, расположена в Москве на Якиманке на Большой Ордынке. Базовые политические документы, определяющие принципы и направления двусторонних отношений — межгосударственный Договор о дружбе, сотрудничестве и взаимной помощи (1992 г.) и Декларация о вечной дружбе, союзничестве и партнерстве между Российской Федерацией и Киргизской Республикой (2000 г.).

## Консульские учреждения посольства Кыргызской Республики в Российской Федерации
Посольство Кыргызстана представляет следующие консулаты:
- Генеральное консульство Кыргызской Республики в г. Екатеринбурге (ул. Щорса, 54а);
- Генеральное консульство Кыргызской Республики в г. Новосибирске (ул. Крылова, 64/1);
- Канцелярия (отделение) Посольства Кыргызской Республики в Российской Федерации в г. Красноярске (пр. Мира, 132)[3];
- Канцелярия (отделение) Посольства Кыргызской Республики в Российской Федерации в г. Владивостоке (ул. Алеутская, 15 “В”, офис 402);
- Канцелярия (отделение) Посольства Кыргызской Республики в Российской Федерации в г. Санкт-Петербурге (ул. Чехова, д 14 б лит А, пом. 2Н);
- Канцелярия (отделение) Посольства Кыргызской Республики в Российской Федерации в г. Якутске (пр. Ленина, 58);
- Почетное консульство Кыргызской Республики в г. Воронеже (ул. Республиканская, 5);
- Почетное консульство Кыргызской Республики в г. Краснодаре (ул. В. Головатого, 313 литер “А”);
- Почетное консульство Кыргызской Республики в  г. Томске с консульским округом, включающим в себя Томскую область Российской Федерации (г. Томск, пер. Сакко 2 стр. 7. офис 3);
- Почетное консульство Кыргызской Республики в г. Хабаровске (ул. Фрунзе, 22, офис 4);
- Почетное консульство Кыргызской Республики в г. Южно-Сахалинске с консульским округом, включающим в себя Сахалинскую область и Камчатский край Российской Федерации (г. Южно-Сахалинск, пр. Мира, 2Б/8, офис 3);
- Почетное консульство Кыргызской Республики в Республике Армения (г. Ереван, ул. Амирян, 18/3);
- Почетное консульство Кыргызской Республики в г. Хельсинки (Reiherintie 2 A3, 00840 Helsinki).

## Здание посольства
Посольство располагается в бывшем доходном доме Н. Д. Ижболдина (1872—1958), 1911, арх. Н. Г. Лазарев. В 1962 году в здании располагалось посольство Северной Кореи.
Гостевой дом посольства расположен на Большой Ордынке, 62/1.

## Галерея
- Посольство Кыргызстана в Москве (слева) и гостевой дом при посольстве (справа) (Большая Ордынка, №№ 64 и 62)
- Здание почётного консульства Кыргызстана в Московской области (Улица Намёткина, № 10Б)

## Послы Кыргызстана в России
- Акматбек Касымкулович Нанаев (1992—2000)
- Кемелбек Касымкулович Нанаев (2001—2005)
- Апас Джумагулович Джумагулов (2005—2007)
- Раимкул Арзимаматович Аттакуров (2008—2010)
- Улукбек Кожомжарович Чиналиев (2011—2012)
- Болот Тологонович Джунусов (2012—2019)
- Аликбек Джекшенкулович Джекшенкулов (2019—2020)
- Гульнара-Клара Самат (2021—2024)
- Кубанычбек Боконтаев (с 2024)